# Demolition Man
Demolition Man är en amerikansk science fiction-action som hade biopremiär i USA den 8 oktober 1993, i regi av Marco Brambilla med Sylvester Stallone, Wesley Snipes och Sandra Bullock i huvudrollerna.

## Handling
Demolition Man är en actionfilm som handlar om en superpolis (Stallone) och en superskurk (Snipes) som båda fryses ned och åter tinas upp i framtiden för att fortsätta slåss mot varandra. Skurken Simon Phoenix frystes ned 1996 och när han lyckas rymma många år senare, år 2032, är det till ett samhälle där brott inte existerar. Även Spartan, den polis som grep Phoenix, blev nedfryst, dömd för ett brott han inte begick, och i framtiden är han den ende som kan sätta stopp för Phoenix framfart.

## Om filmen
- I en scen nämns "The Arnold Schwarzenegger Presidential Library".
- Steven Seagal och Jean Claude Van Damme var först tänkta att spela huvudrollerna men båda lämnade projektet när ingen av dem ville spela skurken i filmen.[källa behövs]
- Jackie Chan var erbjuden att spela rollen som Simon Phoenix men tackade nej.[källa behövs]
- Filmen hade Sverigepremiär den 14 januari 1994.[11]

## Medverkande (urval)
- Sylvester Stallone - John Spartan
- Wesley Snipes - Simon Phoenix
- Sandra Bullock - Polisinspektör Lenina Huxley
- Nigel Hawthorne - Doktor Raymond Cocteau
- Benjamin Bratt - Alfredo Garcia
- Denis Leary - Edgar Friendly
- Jesse Ventura - CryoCon

### Fotnoter
1. 1 2 3  läs online, Internet Movie Database , läst: 12 april 2016.[källa från Wikidata]
2. 1 2  läs online, www.metacritic.com , läst: 12 april 2016.[källa från Wikidata]
3. 1 2  läs online, www.allocine.fr , läst: 12 april 2016.[källa från Wikidata]
4. ↑  läs online, stopklatka.pl , läst: 12 april 2016.[källa från Wikidata]
5. ↑  läs online, www.adorocinema.com , läst: 12 april 2016.[källa från Wikidata]
6. ↑  Box Office Mojo, Box Office Mojo film-ID: demolitionman, läs online.[källa från Wikidata]
7. ↑  Svensk Filmdatabas, Svenska Filminstitutet, Svensk filmdatabas film-ID: 18362, läs online.[källa från Wikidata]
8. ↑  Internet Movie Database, läs online, läst: 14 april 2017.[källa från Wikidata]
9. ↑  läs online, Internet Movie Database .[källa från Wikidata]
10. ↑  ”Demolition Man” (på engelska). Box Office Mojo. 8 oktober 1993. http://www.boxofficemojo.com/movies/?id=demolitionman.htm. Läst 10 september 2016.
11. ↑  ”Demolition Man”. Svensk filmdatabas. 14 januari 1994. http://www.sfi.se/sv/svensk-filmdatabas/Item/?type=MOVIE&itemid=18362. Läst 10 september 2016.